# Église Les Prêcheresses
L’église Les Prêcheresses est un édifice de culte en ruine situé dans le quartier de Metz-Centre, 21 rue Dupont-Des-Loges à Metz.

## Description
Trois hautes fenêtres en ogive (dont quelques-unes remblayées) dessinent encore le haut vaisseau d’une église datant de la fin du XIIIe siècle. Les sœurs Prêcheresses sont mises à la porte du couvent en septembre 1792, et quatre d'entre elles doivent émigrer. Dans la foulée, l'église est transformée en local de vote pour le comité de la quatrième section de la ville, et le reste du couvent est loué à des particuliers. Une partie de l'ancienne église a été détruite récemment.

### Sources
1. ↑  Paul Lesprand, Le clergé de la Moselle pendant la Révolution. Tome II : La suppression des ordres religieux (fin), Montigny-lès-Metz, chez l'auteur, 1935, p. 201-203
2. ↑  Paul Lesprand, Le clergé de la Moselle pendant la Révolution. Tome II : La suppression des ordres religieux (fin), Montigny-lès-Metz, chez l'auteur, 1935, p. 205-206
3. ↑  Une photo de l'église en 1935 est insérée dans l'ouvrage de Paul Lesprand (Planche VI, op. cit.). La destruction partielle est donc postérieure.

### Ouvrages
- Les églises de Metz, Metz, éditions Le Lorrain.
- Paul Lesprand, Le clergé de la Moselle pendant la Révolution. Tome II : La suppression des ordres religieux (fin), Montigny-lès-Metz, chez l'auteur, 1935.